# Martin Uldal
Martin Uldal (Kristiansand, 23 de mayo de 2001) es un deportista noruego que compite en biatlón. Ganó una medalla de bronce en el Campeonato Europeo de Biatlón de 2024, en la prueba individual.

## Palmarés internacional
| Campeonato Europeo | Campeonato Europeo   | Campeonato Europeo | Campeonato Europeo |
| Año                | Lugar                | Medalla            | Prueba             |
| ------------------ | -------------------- | ------------------ | ------------------ |
| 2024               | Osrblie (Eslovaquia) | Medalla de bronce  | Individual         |